# Declan Galbraith
Declan Galbraith (nasceu Declan John Galbraith, 19 de Dezembro de 1991, Hoo St Werburgh, Kent) é um cantor Inglês de origem escocesa e irlandesa. Ele e sua família vivem em Hoo, um vilarejo perto de Rochester, Kent. Ele é conhecido pelo controle e alcance de sua voz, assim como pela sua habilidade para adaptar e interpretar materiais de diferentes gêneros.

## Carreira Musical
Declan tem interpretado uma expressiva lista de grandes canções com seu estilo próprio e incomum.

## Fama
Embora ele seja um cantor e cidadão britânico, Declan é mais famoso no exterior do que no seu próprio País. Seu primeiro álbum na Alemanha teve 500 mil cópias vendidas no ano de lançamento. Também na China, suas canções foram incluídas no currículo educacional chinês para aprender Inglês. Agora, em escolas chinesas, as canções de Declan são usadas para ajudar as crianças a aprenderem o idioma Inglês nas aulas porque suas canções são fáceis de lembrar e adequadas para crianças.
Declan tornou-se famoso em Portugal, quando uma escola, na cidade de Viseu, cantou a sua música original "Tell Me Why" e em seguida adaptou-a, cantando em várias escolas pelo país. No entanto, Declan nunca deu um concerto em Portugal.

## Atividade recente
Embora no momento Declan não esteja gravando um novo álbum, ele está ocupado trabalhando e compondo novo material em casa. Ele irá ponderar sobre um novo álbum e novo tour quando já estiver com o novo material pronto.

## Discografia

### Álbuns
- Declan (2002)
- Thank You (2006)
- You and Me (2007)

#### Declan
1. "Danny Boy"
2. "Carrickfergus"
3. "Imagine"
4. "I'll Be There"
5. "It All Begins With Love"
6. "Your Friend"
7. "Love Can Build A Bridge"
8. "Mama Said"
9. "Till The Day We Meet Again"
10. "Amazing Grace"
11. "Circles In The Sand"
12. "Angels"
13. "Tell Me Why"
14. "Twinkle Twinkle Little Star" (Declan's Prayer)

#### Thank You
1. "An Angel"
2. "Love Of My Life"
3. "Nights In White Satin"
4. "Tears In Heaven"
5. "Bright Eyes"
6. "House Of The Rising Sun"
7. "Saved By The Bell"
8. "David's Song (Who'll Come With Me)"
9. "All Out Of Love"
10. "How Could An Angel Break My Heart"
11. "Vincent (Starry, Starry Night)"
12. "Only One Woman"
13. "The Last Unicorn"
14. "Sailing"
15. "Where Did Our Love Go"
16. "World" (unreleased bonus track)

#### You and Me
1. "You and Me"
2. "Leavin' Today"
3. "Ego You"
4. "I Think I Love You"
5. "I Do Love You"
6. "Nothing Else Matters"
7. "Missing You"
8. "Everybody Tells Me"
9. "Moody Blues"
10. "Sister Golden Hair"
11. "Maybe"
12. "Everything's Gonna Be Alright"
13. "Ruby Tuesday"
14. "I'd Love You To Want Me"
15. "The Living Years"
16. "I'm Crying For You"
17. "Guardian Angel" (Christmas bonus track)

### Singles
- "Tell Me Why" (2002)
- "An Angel" (2006)
- "Love of My Life" (2007)
- "Ego You" (2007)